# کوروارا
کوروارا (به ایتالیایی: Corvara) یک کومونه در ایتالیا است که در استان پسکارا واقع شده‌است.

## خصوصیات
کوروارا ۱۳ کیلومترمربع مساحت و ۲۹۴ نفر جمعیت دارد و ۶۲۵ متر بالاتر از سطح دریا واقع شده‌است.